# Ambasada Belgii w Warszawie

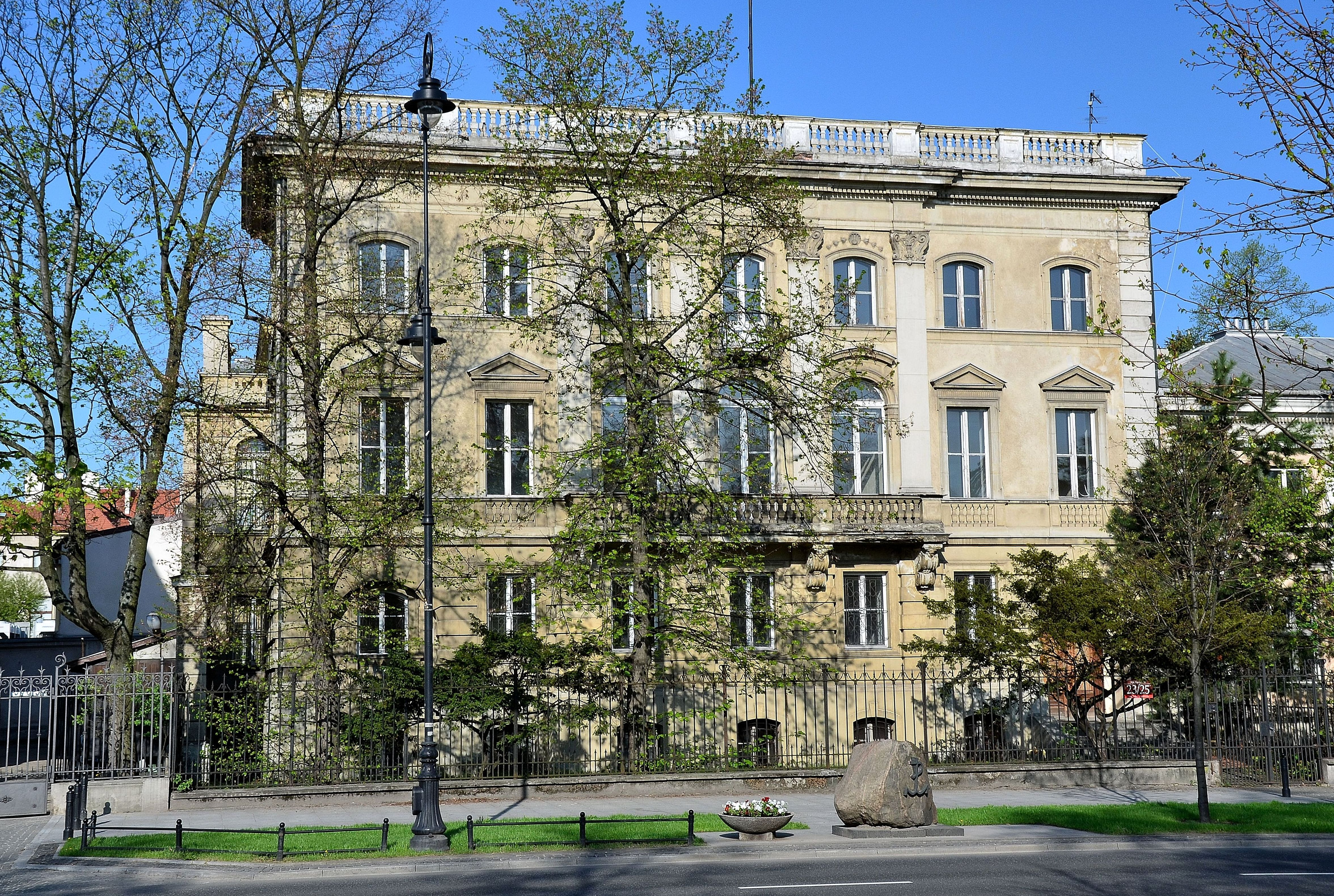
Dawna siedziba poselstwa w pałacyku Gawrońskich/Leszczyńskich w al. Ujazdowskich (1934-1939)

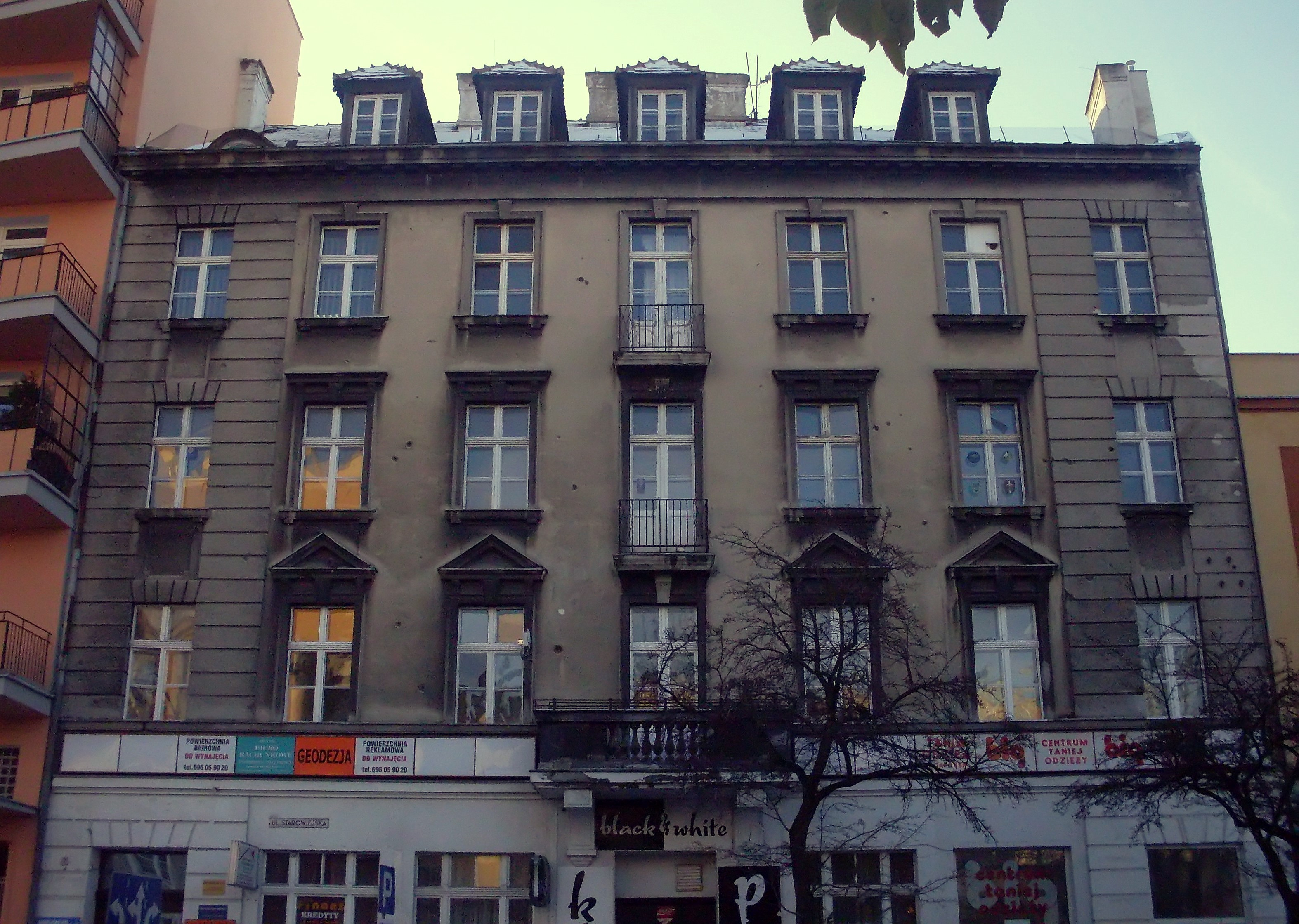
Dawna siedziba Konsulatu Belgii w b. hotelu Centralnym w Gdyni (1946)

Ambasada Belgii w Warszawie (fr. Ambassade de Belgique en Pologne, nid. Ambassade van België in Polen) – placówka dyplomatyczna Królestwa Belgii znajdująca się w Warszawie przy ul. Senatorskiej 34 (w pałacu Mniszchów).
Ambasador Belgii w Warszawie oprócz Rzeczypospolitej Polskiej akredytowany jest także w Republice Litewskiej.

## Podział organizacyjny
W skład przedstawicielstwa wchodzą:
- Biuro Regionu Brukseli przy Ambasadzie Belgii
- Przedstawicielstwo Wspólnoty Flamandzkiej i Regionu Flandrii, al. Szucha 19, Warszawa
  - Przedstawicielstwo Ekonomiczne i Handlowe Flandrii (ang. Flanders Investment & Trade), adres jw.
- Przedstawicielstwo Wspólnoty Francuskiej i Regionu Walonii, ul. Skorupki 5, Warszawa
  - Biuro Ekonomiczne, Handlowe i Inwestycji Zagranicznych Regionu Walonii (ang. Wallonia Foreign Trade and Investment Agency – AWEX), adres jw.

## Siedziba

### W okresie międzywojennym
Stosunki dyplomatyczne nawiązano w 1919. Pierwsze przedstawicielstwo tego kraju w Polsce w randze poselstwa otwarto w hotelu Europejskim przy ul. Krakowskie Przedmieście 13 (1919–1925), kolejne – kamienicy hr. Ostrowskiego przy ul. Świętokrzyskiej 25 (1925), w kamienicy Kiersnowskiej przy ul. Brackiej 18 (1927), ponownie przy ul. Świętokrzyskiej 25 (1928–1933), obecnie nie istnieje, następnie w pałacyku Gawrońskich/Leszczyńskich w al. Ujazdowskich 23 (1934–1939).
W okresie wojny polsko-bolszewickiej, w sytuacji zagrożenia zajęciem Warszawy przez bolszewików, personel poselstwa był ewakuowany okresowo (od początku sierpnia 1920) do Poznania.

### Okres po 1945
Po II wojnie światowej stosunki reaktywowano w 1945. Początkowo poselstwo było zlokalizowane w hotelu Polonia w al. Jerozolimskich 45 (1948–1950), a rezydencja ministra/posła Belgii przy ul. Obrońców 33 (1948–1950). Następnie mieściło się tu poselstwo (1951–1956). W 1957 podniesiono rangę przedstawicielstw do szczebla ambasad. W latach 1958–1961 ambasada mieściła się przy ul. Starościńskiej 5, od 1962 w odbudowanym przez władze Belgii pałacu Mniszchów przy ul. Senatorskiej 34.
W 1946 funkcjonował konsulat Belgii w Gdańsku z siedzibą w hotelu Centralnym w Gdyni przy ul. Starowiejskiej 1.
W Warszawie funkcjonuje Przedstawicielstwo Flandrii, wcześniej w budynku ambasady (2003), w al. Ujazdowskich 51 (2011–2021), obecnie w al. Szucha 19 (2021-).